# Osebe s posebnimi potrebami
Osebe s posebnimi potrebami so tiste osebe, ki odstopajo od pričakovanih značilnosti in zmožnosti, definiranih v določenem okolju, in potrebujejo dodatno pozornost in skrb.

## Skupine oseb s posebnimi potrebami
- Osebe z motnjami v duševnem razvoju (MDR)
- Slepi in slabovidni
- Gluhi in naglušni
- Osebe z govorno-jezikovnimi motnjami
- Gibalno ovirane osebe
- Dolgotrajno bolne osebe
- Osebe z učnimi težavami
- Osebe s čustvenimi in vedenjskimi motnjami
- Osebe z motnjami avtističnega spektra
- Nadarjene osebe